# Golokganj
Golokganj é uma vila no distrito de Dhubri, no estado indiano de Assam.

## Demografia
Segundo o censo de 2001, Golokganj tinha uma população de 7612 habitantes. Os indivíduos do sexo masculino constituem 54% da população e os do sexo feminino 46%. Golokganj tem uma taxa de literacia de 63%, superior à média nacional de 59,5%: a literacia no sexo masculino é de 69% e no sexo feminino é de 55%. Em Golokganj, 13% da população está abaixo dos 6 anos de idade.